# Algonquino
Los algonquinos son un pueblo nativo del este de Canadá que habla las lenguas algonquinas. Cultural y lingüísticamente, están estrechamente relacionados con otros pueblos como los odawa, los potawatomi, los ojibwe, los mississaugas y los nipissing, con quienes conforman el agrupamiento común llamado Anishinaabe. 
Aunque fueron conocidos por muchos nombres en el pasado, como algoumequin, se ha sugerido que el término más común «algonquino» deriva de la palabra maliseet elakómkwik: "ellos son nuestros parientes/aliados". Los algonquinos se autodenominan omàmiwinini (plural: omàmiwininiwak) o con el nombre más generalizado de anicinàpe (plural: anicinàpek). Es el grupo heterogéneo más grande de pueblos de habla algonquina, que, según Brian Conwell, se extiende desde Virginia hasta las Montañas Rocosas y al norte hasta la bahía de Hudson, recibió su nombre de la tribu de los algonquinos.
La mayoría de los algonquinos hoy viven en Quebec; las nueve tribus algonquinas en esa provincia y una en Ontario tienen una población total de unas 11 000 personas.
Tradicionalmente, los algonquinos practicaban el Midewiwin (el Camino del Corazón). Creían que estaban rodeados de muchos manitòk o espíritus en el mundo natural. Los misioneros franceses convirtieron a muchos algonquinos al catolicismo en los siglos XVII y XVIII. Hoy en día, muchos algonquinos practican el Midewiwin tradicional o una fusión sincrética del cristianismo y el Midewiwin.
En la historia oral de la Gran Migración Anishinaabeg, los algonquinos dicen que emigraron desde la costa atlántica. Junto con otros anicinàpek, llegaron al "primer lugar de detención" cerca de Montreal. Mientras que los demás anicinàpek continuaron su viaje río arriba por el río San Lorenzo, los algonquinos se asentaron a lo largo del Kitcisìpi (el río Ottawa), una importante vía para el comercio, el intercambio cultural y el transporte durante mucho tiempo. Sin embargo, la identidad algonquina no se realizó por completo hasta después de la división de los anicinàpek en el "Tercer lugar de parada". Los estudiosos han utilizado las historias orales, la arqueología y la lingüística para estimar que esto ocurrió hace unos 2000 años, cerca de la actual Detroit.
Después del contacto con los europeos, especialmente con los franceses y los neerlandeses, las naciones algonquinas se volvieron activas en el comercio de pieles. Esto los llevó a luchar contra los poderosos iroqueses, cuya confederación tenía su sede en la actual Nueva York. En 1570, los algonquinos formaron una alianza con los innu del este, cuyo territorio se extendía hasta el océano. Culturalmente, los algonquinos y los mississaugas no formaban parte de la alianza Ojibwe-Odawa-Potawatomi conocida como el Consejo de los Tres Fuegos, aunque mantenían estrechos vínculos. Junto con los innu, los algonquinos mantuvieron lazos culturales más fuertes con los pueblos wendat, abenaki, atikamekw y cree.

## Cultura

Distribución circa 1800.

Muchos algonquinos todavía hablan el idioma algonquino, llamado generalmente Anicinàpemowin o específicamente Omàmiwininìmowin. El idioma se considera uno de los varios dialectos divergentes de los idiomas anishinaabe. Entre los hablantes más jóvenes, el idioma algonquino ha experimentado fuertes préstamos de palabras del idioma cree.
Los algonquinos construyeron sus poblados cerca de los lugares donde cazaban y pescaban, generalmente, cerca de los ríos. Tenían conductas trashumantes, por lo cual muchos de esos poblados eran abandonados a los pocos años de su edificación. Vivían en cabañas, o wigwam, hechas con árboles. Primero, se clavaban en tierra unas filas de estacas. Luego, las puntas eran inclinadas y atadas con una cuerda, dejando un agujero en el medio para que escapara el humo del fuego, y no se abrían ventanas. La estructura de la cabaña se cubría con largas piezas de corteza. No se necesitaban mesas, sillas, o camas en un wigwam, se podía comer o dormir en muebles o anaqueles construidos en los muros, o sobre pieles de animales en el suelo. 
El líder del grupo de familias era llamado sachem. Una vez elegido como sachem actuaba, a la vez, como gobernante y juez, al resolver desacuerdos entre los integrantes del grupo y al castigar a aquellos que delinquían. Si un pueblo tenía un desacuerdo con otro pueblo, el sachem se desenvolvía como diplomático, intentando mantener la paz. Si ésta se quebraba y el pueblo iba a la guerra, el sachem, ocupaba las funciones de comandante en jefe y conducía a los guerreros en la batalla. Algunas veces el sachem era una mujer, y en ese caso era llamada sunksquaw. Con frecuencia eran las esposas o viudas de los sachems anteriores, pero algunas lo consiguieron por mérito propio, porque las mujeres algonquinas ocupaban, sociopolíticamente hablando, igual espacio que los hombres. Ellas podían votar y tomar parte en un gobierno.
Los sachems no actuaban solos, había un concilio de hombres y mujeres que brindaban consejos. Siempre que un pueblo se enfrentaba a un problema, el consejo se reunía para discutir sobre ello. La charla podía durar horas hasta que todos fueran escuchados y se alcanzara un acuerdo. Tales encuentros eran llamados "powwow".

### Valores
Los valores de los algonquinos pueden ser resumidos en estas palabras: compartir y cuidar. Cada miembro de un pueblo algonquino era parte de la misma "familia". Las personas compartían lo que tenían y se cuidaban unos a otros. Si un hombre enfermaba o era muy viejo para cazar, otros compañeros lo alimentaban a él y a sus familiares. Si un padre moría, su esposa e hijos eran llevados a los hogares de otros. Nadie era olvidado o dejado sin "familia".  Por supuesto, a veces la comida escaseaba. Durante un crudo invierno, muchas personas podían pasar hambre o morir.  Este tipo de conducta emparenta a los algonquinos con varias de las culturas aborígenes americanas.
Los primeros americanos tenían un hondo respeto por todas las cosas vivientes.  Ellos tomaban solo lo que necesitaban del ambiente.  Los algonquinos cazaban ciervos para obtener carne y cuero.  Usaban el cuero de ciervo para hacer chozas, pantalones o mallas, faldas y zapatos confortables llamados mocasines.  Para obtener pieles, los cazadores colocan trampas para capturar castores, nutrias, y otros animales.

## Economía
Aunque la sociedad algonquina se basaba gran parte en la caza y la pesca, algunos algonquinos practicaban la agricultura y cultivaban maíz, judía verde, y calabacines, particularmente en el sur de los Grandes Lagos donde el clima, más benigno que en Canadá, permite una mayor estación de cultivo. Otros cultivos indígenas notables que históricamente realizaban los algonquinos era el girasol y el tabaco. Incluso entre los grupos que se basaban principalmente en la caza, los productos agrícolas eran una fuente importante de alimento y eran obtenidos mediante el intercambio o saqueando poblados de sociedades que practicaban la agricultura extensiva.

### Wampum
Cuando los algonquinos intercambiaban bienes, usaban wampum, que, aunque tenía un uso similar al del dinero, también tenía otros significados: un intercambio de wampum era prueba de buena fe y amistad entre el comprador y el vendedor. La participación de wampum en una transacción significaba ambos partes creían que el intercambio era justo.
Los wampum tenían diversos usos en la sociedad algonquina. Podían ser dados como regalo, para sellar la paz con un enemigo, y en los tratados o acuerdos. Eran además usados como joyas: un sachem podía portar muchas series de wampum para mostrar que él era importante, y podía solicitar a otros pobladores regalos de wampum, o tributo, a cambio de su protección. Cuando un poblador mandaba un mensaje a otro, un cinturón de wampum iba junto con él. El mensaje mandado sin el cinturón era llamado "una palabra vacía", y nadie le prestaría atención.
Las mujeres y las niñas del pueblo tenían la importante tarea de hacer wampum. Primero cortaban valvas de almejas o caparazones de caracol en pequeños pedazos. Los mismos eran luego perforados para hacer los abalorios. Estos abalorios se frotaban con una piedra grande hasta que estaban redondos y lisos, y luego se ensartaban en collares o se convertían en correas. El trabajo tomaba bastante tiempo y una gran cantidad de habilidades. Hoy se pueden ver algunos cinturones de wampum finos en el Museo Americano de Historia Natural en Manhattan.

## Religión
Los algonquinos practicaban el animismo, siendo a el Midewiwin (el Camino del Corazón): creían que todas las cosas en la naturaleza como los animales, los vegetales, las montañas, los ríos, etc.; tenían espíritus que podían hacer el mal así como el bien. Ellos llamaban a estos espíritus por deidades, los manitòk o espíritus en el mundo natural. Los manitòk les enseñaron como construir las casas, cultivar el maíz, y el uso del fuego. Cuando estos espíritus se enojaban, traían tormentas terribles o hacían trucos sobre los cazadores para que fallaran con sus presas. Un poderoso manitu creó a los humanos con madera y aseguraba la cosecha. Otros controlaban los vientos y el clima.
El chamán, o líder espiritual, tenía la importante tarea de hacerse amigo de los manitòk. Los algonquinos pensaban que los manitòk hablaban a los chamanes a través de los sueños o visiones. Después de los sachems, los chamanes eran los miembros más respetados de un poblado, y jeres. Dirigían a los miembros de la comunidad en las ceremonias religiosas y también los ritos de pasaje (en este caso de iniciación), donde los jóvenes alcanzaban la adultez. Las ceremonias eran celebradas con cantos, tambores y bailes. Los chamanes curaban a los enfermos mediante la invocación de los manitus, aunque no dependían completamente del mundo de los espíritus para curar a los pacientes: usaban medicinas hechas de corteza de árboles y hierbas. Muchas de nuestras modernas medicinas están basadas en las mismas curas que los chamanes usaban hace tiempo (la aspirina, por ejemplo, se basa en un compuesto extraído de la corteza del sauce).
Los doce años era una edad muy especial para un muchacho algonquino. Justo antes de sus duodécimo cumpleaños, el joven era mandado al bosque solo. Tenía que sentarse durante días, sin comida, esperando a que sus espíritus ayudantes vinieran a él en un sueño. El espíritu podía venir como un ave o como un animal y ayudaría al niño el resto de su vida. Esto era llamado tener un sueño espiritual. Si regresaba al pueblo sin tener su sueño espiritual, era mandado de regreso al bosque para intentarlo de nuevo. Cada algonquino tenía que tener su sueño espiritual para ser un hombre.

## Historia
Los algonquinos sostienen que sus antepasados originalmente emigraron al valle superior de San Lorenzo desde el este, una tradición que comparten con los estrechamente relacionados pueblos ojibwe, ottawa y potawatomi. El momento de esto parece haber sido en algún momento alrededor de 1400, tiempo después cuando Jacques Cartier estableció el primer asentamiento francés en el río San Lorenzo en 1534, encontró pueblos de habla iroquesa que vivían a lo largo del río entre Quebec (Stadacona) y los rápidos de Montreal (Hochelaga). En 1543 los iroqueses lograron expulsar a los franceses, pero setenta años después cuando los franceses volvieron y emplazaron su segundo asentamiento permanente en esta área, estos llamados iroqueses "laurenteses" habían desaparecido, las aparentes víctimas de una guerra iroquesa-algonquina que había ocurrido en el ínterin. Algunos algonquinos dicen que vivieron en paz con los iroqueses en Hochelaga e incluso pueden haber absorbido a algunos de ellos. La versión iroquesa es significativamente diferente y habla de un tiempo anterior antes de que se unieran bajo la Liga Iroquesa cuando los algonquinos dominaban a los iroqueses mal divididos y los obligaban a pagar tributo. Esta situación cambió con la formación de la Liga, y después de 50 años de guerra, los iroqueses habían expulsado a los Adirondack y sus aliados de las montañas Adirondack y el valle superior del Hudson.
Así estaban las cosas cuando Samuel de Champlain estableció el segundo asentamiento francés permanente en el San Lorenzo en Tadoussac en 1603. Hacia finales de mayo, se reunió con un jefe innu y fue invitado a asistir a una fiesta que celebraba el éxito de una reciente incursión contra los iroqueses. Vestido con sus mejores galas, Champlain asistió y fue presentado a los aliados de los innu, los maliseet y los algonquinos. Pronto se enteró de que había habido una guerra continua entre estos tres aliados y los iroqueses desde 1570. A pesar de que estaba entrando en una zona de guerra, Champlain quedó tan impresionado con las pieles de los algonquinos que en julio exploró el San Lorenzo tan al oeste como los rápidos de Lachine. Champlain se fue a Francia poco después, pero a su regreso en 1608, inmediatamente trasladó su comercio de pieles río arriba a un nuevo puesto en Quebec para acortar la distancia que los algonquinos debían viajar para el comercio. Pronto descubrió que las victorias de los algonquinos sobre los iroqueses no eran tan comunes, y que eran los mohawk, no los algonquinos, quienes dominaban el río superior. En ese momento, era posible viajar a lo largo de toda la parte superior de San Lorenzo sin ver a otro ser humano. Los algonquinos generalmente evitaban el río debido a la amenaza de los mohawk.
Champlain estaba ansioso por concluir tratados tanto con los algonquinos como con los innu para impedir la competencia de sus rivales europeos. Sin embargo, los algonquinos, los innu y sus aliados hurones eran reacios a comprometerse en el largo y peligroso viaje a Quebec a menos que los franceses estuvieran dispuestos a ayudarlos en su guerra contra los mohawk. En junio de 1609, Champlain dirigía una exploración francesa al oeste de Quebec cuando se encontró con un grupo de 300 algonquinos e innus bajo el sachem iroqués Weskarini y 100 hurones dirigidos por su jefe de guerra Ochasteguin, Champlain aprovechó esta oportunidad para mostrar su apoyo a sus nuevos socios comerciales y, sin saberlo, permitió que los franceses se vio envueltos en una guerra intertribal. En julio, los franceses se unieron a los algonquinos, innus y hurones en la desembocadura del río Richelieu para una invasión de la patria mohawk. El entusiasmo de los guerreros por esta empresa ya se había enfriado, y muchos de ellos partieron una vez que habían completado su comercio con los franceses.
Champlain, sin embargo, estaba decidido a llevarlo hasta el final. Las tensiones aumentaron a medida que el grupo de guerra combinado se movía hacia el sur, y cuando el barco francés fue detenido por aguas poco profundas, Champlain permitió que nueve de sus hombres retrocedieron mientras él y dos voluntarios subían a las canoas algonquinas. Para cuando llegó al lago Champlain en el norte de Nueva York (que Champlain rápidamente nombró por sí mismo), el grupo de guerra se había reducido a 60 guerreros y tres franceses en 24 canoas. En el extremo sur del lago, se encontraron con guerreros mohawk que se concentraban en previsión de una batalla. Sin embargo, era tarde en la noche, y después de algunas negociaciones, ambas partes decidieron esperar hasta la mañana cuando la luz sería mejor. Al día siguiente, los mohawk se concentraron para la batalla, pero las armas de fuego francesas destrozaron su formación matando a dos de sus jefes de guerra. Confrontado por extrañas armas nuevas, los mohawk retrocedieron y huyeron.
Los algonquinos estaban encantados con su victoria, y los franceses obtuvieron los tratados y el comercio de pieles que habían querido. Al año siguiente, Champlain participó en un segundo ataque contra un fuerte mohawk en el río Richelieu. Aunque no se les dio ninguna arma de fuego durante los primeros años, las armas de acero recibidas a través de su comercio con los franceses fueron suficientes para que los algonquinos y sus aliados mantuvieran a los mohawk al sur del río San Lorenzo durante 1610. Sin embargo, la ventaja algonquina fue solo temporal. Los iroqueses pronto encontraron otra fuente de armas de acero a través de su comercio con los holandeses a lo largo de la parte baja del río Hudson hacia el sur. La piel de los Grandes Lagos fluyó por los ríos Ottawa y San Lorenzo hasta los franceses en Quebec durante los años que siguieron, y los algonquinos, liderados por su gran jefe de guerra Pieskaret, dominaron el valle de San Lorenzo. Sin embargo, los iroqueses seguían siendo una amenaza constante, y al ganar el comercio y la amistad de los algonquinos, los franceses se habían convertido en un enemigo peligroso para sí mismos.
No tardó mucho en que el foco del comercio de pieles se moviera más al oeste, porque los franceses ya se habían enterado de los hurones que eran aliados de los algonkin contra los iroqueses. En 1611 Étienne Brulé visitó las aldeas huronas y pasó el invierno con ellas en el extremo sur de la bahía georgiana del lago Huron. Las impresiones iniciales de Champlain sobre los hurones no habían sido favorables, pero los brillantes informes de Brulé sobre la calidad de su pelaje pronto alteraron esta opinión. Champlain hizo su primera exploración del río Ottawa durante mayo de 1613 y llegó a la aldea fortificada de los kichesipirini en la isla Morrison. A diferencia de los otros algonquinos, los kichesipirini no cambiaron de ubicación con las estaciones. Habían elegido un punto estratégico a horcajadas sobre la ruta comercial entre los Grandes Lagos y el San Lorenzo y habían prosperado a través del cobro de peajes de los comerciantes nativos que pasaban por su territorio. Señalaron con gran orgullo sus campos de maíz, una habilidad que parecían haber adquirido justo antes de la llegada de los franceses.
Dieron la bienvenida a Champlain pero, ansiosos por proteger su monopolio comercial con los franceses, se mostraron reacios a permitirle avanzar más lejos. Sin embargo, la cantidad y calidad de la piel procedente del Hurón no podía ser ignorada, y en 1614 los franceses y los hurones firmaron un tratado formal de comercio y alianza en Quebec. Al año siguiente, Champlain, acompañado por cuatro misioneros recoletos, hizo su segundo viaje por el río Ottawa y, haciendo caso omiso de las protestas de los kichesipirini, se dirigió a las aldeas huronas. Mientras estaba allí, participó en un ataque hurón-algonquino contra las aldeas oneida y onondaga confirmando en la mente de los iroqueses (en caso de que todavía tuvieran dudas) que los franceses eran sus enemigos.
Después de 1614, el foco del comercio de pieles francés se desplazó de los algonquinos a los hurones, pero debido a que los iroqueses, los franceses encontraron prudente hacer el largo desvío por el valle de Ottawa, luego portear al lago Nipissing y el río Francés, seguir el lado este del lago Hurón hasta las aldeas huronas. Aunque los franceses continuaron comerciando con ellos, los algonquinos estaban algo molestos por su degradación a socio comercial secundario. Los kichesipirini, sin embargo, continuaron beneficiándose cobrando peajes para que los comerciantes franceses y nativos pasaran por su territorio. El efecto obviamente cayó más fuertemente en los nativos, ya que las armas de fuego aseguraban que los franceses generalmente pagaban menos. Mientras tanto, al sur de Nueva York, los mohawk habían librado una serie de guerras contra los mohicanos cuya ubicación en el Hudson les permitía controlar el acceso de los iroqueses a los neerlandeses. Debido a que la guerra era perjudicial para el comercio, los neerlandeses se habían apresurado a arreglar la paz entre estos rivales, pero en 1624 los mohawk descubrieron que los mohicanos estaban tratando de actuar como intermediarios organizando el comercio entre los holandeses y los algonquinos e innus.
Los iroqueses nunca habían aceptado su pérdida del valle del San Lorenzo en 1610 como permanente. Cuando se involucraron en guerras con los mohicanos, los mohawk habían hecho varios intentos de resolver sus diferencias con los algonquinos e innus. Sin embargo, con la excepción de una breve tregua acordada en Trois Rivieres en 1622, los combates habían continuado entre los mohawk, algonquinos e innus. La posibilidad de que los mahicanos unieran fuerzas con sus enemigos del norte era algo que los mohawk no estaban dispuestos a tolerar, y una guerra estalló en 1624 entre los mohawk y los mohicanos que los neerlandeses no pudieron detener. Después de cuatro años, los mohicanos habían sido derrotados y forzados al este del río Hudson. Los neerlandeses se vieron obligados a aceptar el resultado, y los mohawk después dominaron el comercio en el valle de Hudson. Desafortunadamente, los iroqueses en ese momento habían agotado el castor en su tierra natal y necesitaban territorio de caza adicional para mantener su posición con los neerlandeses. Su incapacidad para satisfacer la demanda de castor fue la razón por la que los holandeses habían intentado en 1624 abrir el comercio con los algonquinos e innus. La dirección obvia para la expansión iroquesa era hacia el norte, pero la alianza entre hurones y algonquinos lo hizo imposible. Los iroqueses al principio intentaron la diplomacia para obtener permiso, pero los hurones y algonquinos se negaron, y sin otra solución disponible, los iroqueses recurrieron a la fuerza. En lo que generalmente se considera la batalla inicial de las Guerras de los Castores (1630-1700), los mohawk atacaron el pueblo comercial algonquino-innu en Sillery (a las afueras de Quebec) en 1629.
En 1630, tanto los algonquinos como los innu necesitaban ayuda francesa para luchar contra los mohawk, pero esto no estaba disponible. Aprovechando una guerra europea entre Gran Bretaña y Francia, Sir David Kirke capturó Quebec en 1629, y los británicos mantuvieron Canadá hasta 1632, cuando fue devuelto a Francia por el Tratado de St. Germaine en Laye. Los tres años intermedios fueron un desastre para los aliados franceses. Dado que su propio comercio con los holandeses no se vio afectado, los Mohawk pudieron revertir sus derrotas durante 1609-10. Recuperaron el territorio rendido en 1610 y expulsaron a los algonquinos e innus del alto San Lorenzo. Cuando regresaron a Quebec en 1632, los franceses intentaron restaurar el equilibrio de poder anterior a lo largo del San Lorenzo proporcionando armas de fuego a sus aliados. Sin embargo, las ventas iniciales se restringieron a los conversos cristianos, lo que no confirió ninguna ventaja real a los algonquinos. Las bandas errantes de algonquinos habían demostrado ser resistentes a los esfuerzos misioneros iniciales de las "Túnicas Negras", y los jesuitas se habían concentrado en cambio en los innu y hurones.
Pero la aldea permanente de los kichesipirini los hizo más susceptibles a los misioneros, y los jesuitas no estaban por encima de usar el señuelo de las armas de fuego para ayudar con las conversiones. Tessouat, el sachem kichesipirini, pudo ver que la nueva religión estaba dividiendo a su pueblo y se opuso a los jesuitas, incluso hasta el punto de amenazar con matar a los conversos algonquinos. Esto no solo le valió la aversión activa de los sacerdotes franceses, sino que obligó a muchos de su pueblo a abandonar la fortaleza de su isla. Entre 1630 y 1640, muchos de los conversos kichesipirini y weskarini abandonaron el valle de Ottawa. Se establecieron primero en Trois Rivieres y luego en Sillery después de que se les construyera una misión durante 1637. El efecto fue debilitar el cuerpo principal de los algonquinos tradicionales que defendían la ruta comercial a través del Valle de Ottawa, y las consecuencias se hicieron evidentes rápidamente. Los holandeses habían reaccionado a los franceses armando a sus aliados nativos con grandes ventas de armas de fuego a los mohawk que pasaron estas armas a los otros iroqueses, y todo el feo negocio del comercio de pieles degeneró en una carrera armamentista. Después de siete años de creciente violencia, se organizó una paz en 1634 que permitió a ambas partes recuperar el aliento. Desafortunadamente, los Algonkin utilizaron la pausa para comenzar a comerciar con los holandeses en Nueva York, un "no-no" definitivo en lo que respecta a los iroqueses, y la guerra se reanudó.
Debilitados por la partida de sus tribus cristianas a Trois Rivieres y Sillery, los algonquinos no pudieron detener el ataque que siguió. Las ofensivas iroquesas durante 1636 y 1637 condujeron a los algonquinos más al norte en el valle superior de Ottawa y obligaron a los innu al este hacia Quebec. Solo una epidemia de viruela, que comenzó en Nueva Inglaterra durante 1634 y luego se extendió a Nueva York y al Valle de San Lorenzo, ralentizó los combates. La verdadera escalada ocurrió en 1640 cuando los comerciantes británicos en el río Connecticut en el oeste de Massachusetts intentaron atraer a los mohawk de los neerlandeses con ofertas de armas. Estos respondieron a esta última amenaza a su monopolio comercial proporcionando a los mohawk tantas armas de fuego más recientes y de alta calidad como quisieran. El efecto de esta nueva potencia de fuego en manos de los guerreros iroqueses fue inmediato. Los weskarini a lo largo del río Ottawa inferior se vieron obligados a abandonar sus aldeas durante 1640. Algunos se trasladaron al norte a la fortaleza de los kichesipirini y continuaron resistiendo la ocupación mohawk de su tierra natal. Otros se trasladaron al este y se establecieron entre los algonquinos cristianos en Trois Rivieres y Sillery. En la primavera de 1642, los Mohawk y Oneida habían logrado expulsar completamente a los últimos grupos de Algonkin y Montagnais de los ríos San Lorenzo superior y Ottawa inferior, mientras que en el oeste, los Séneca, Cayuga y Onondaga se concentraron en su guerra con los hurones.
Para acortar la distancia de viaje para los comerciantes de Huron y Algonkin, los franceses en 1642 establecieron un nuevo puesto en Montreal (Ville Marie) en la gran isla cerca de la desembocadura del río Ottawa. Sin embargo, esto solo pareció empeorar las cosas. Los franceses fueron atacados mientras construían Fort Richelieu, y los iroqueses pronto pasaron por alto el asentamiento francés y enviaron grupos de guerra al norte en el valle de Ottawa para atacar a las flotas de canoas Huron y Algonkin que transportaban pieles a Montreal y Quebec. A lo largo de todos estos años, los iroqueses nunca se habían atrevido a atacar la fortaleza de Kichesipirini, pero en 1642 una incursión invernal sorpresa golpeó a los Algonkin mientras la mayoría de sus guerreros estaban ausentes e infligieron graves bajas. Los iroqueses apretaron su dominio al año siguiente. Tratando de reforzar su defensa en el oeste, los franceses enviaron soldados a la misión Huron en Sainte Marie y ordenaron a los no cristianos Algonkin en Trois Rivieres y Sillery que regresaran al valle de Ottawa. Sin embargo, con los iroqueses a lo largo del río inferior, la mayoría no fue más allá de Montreal. Mientras tanto, Tessouat había puesto fin a su oposición al cristianismo y, para deleite de los jesuitas, solicitó el bautismo en marzo de 1643.
Durante 1644 muchos de los Weskarini abandonaron la lucha con los Mohawk por la parte baja del río Ottawa y se trasladaron al oeste al Hurón. Diezmados por epidemias recientes, los hurones en este momento estaban bajo el ataque de los iroqueses occidentales (Onondaga, Cayuga y Séneca), por lo que los weskarini, a quienes los hurones llamaban Atonontrataronon, eran una adición bienvenida. Sin embargo, no pudieron revertir el deterioro de la situación. Con la partida de los Weskarini, los Mohawk fueron libres de operar con fuerza a lo largo del río y capturaron tres grandes flotas de canoas Huron con destino a Montreal. Esto paralizó por completo el comercio de pieles francés, y el sucesor de Champlain, Charles Huault de Montmagmy (conocido por los iroqueses como Onontio "Gran Montaña") no tuvo más remedio que buscar la paz. Ordenó la liberación de varios prisioneros mohawk y los envió a su gente con el mensaje de que quería hablar. Habiendo sufrido graves pérdidas por la guerra y la epidemia, los mohawk fueron receptivos, pero también eran conscientes de que los franceses estaban en serios problemas y, por lo tanto, estaban preparados para impulsar un duro trato.
En julio, una delegación mohawk llegó a Trois Rivieres para una discusión preliminar de los términos de la paz y solicitó una reunión privada con los franceses. Montmagmy tenía como consejeros a los jesuitas Barthelemy Vimont y Paul Le Jeune, y pronto se hizo evidente que, si bien los mohawk estaban dispuestos a hacer las paces con los franceses, no tenían intención de extender la tregua a los aliados franceses. Los mohawk tampoco habían sido facultados para hablar en favor de otros miembros de la Liga Iroquesa, lo que significaba que cualquier acuerdo no protegería a los hurones y sus aliados en el oeste. A principios de ese año, un grupo de guerra combinado de Mohawk, Sokoki y Mahican había atacado Sillery, la principal aldea de la misión Montagnais y Algonkin en las afueras de Quebec. Vimont y Le Jeune estaban convencidos de que, con estos nuevos aliados, los mohawk estaban a punto de destruir las misiones jesuitas en el bajo San Lorenzo. Siguiendo su consejo, Montmagmy finalmente aceptó un tratado que permitía a los franceses reanudar su comercio de pieles, pero que contenía un acuerdo secreto que requería la neutralidad francesa en futuras guerras entre sus aliados e iroqueses a cambio de una promesa mohawk de abstenerse de ataques contra las aldeas algonkin y montagnais en las misiones jesuitas.
Tessouat era ahora cristiano, pero es dudoso que hubiera aceptado cualquier acuerdo que abandonara a sus miembros de la tribu no cristiana a los iroqueses. Para cuando Tessouat y los otros aliados franceses firmaron la versión pública del tratado firmado en Trois Rivieres en septiembre, Montmagmy, Vimont y Le Jeune no se habían molestado en informarles de las disposiciones secretas Los aliados franceses no eran los únicos mantenidos en la oscuridad. Conscientes de que la traición encontraría fuertes objeciones de sus compañeros jesuitas, Vimont y Le Jeune no les revelaron todos los detalles del acuerdo durante otro año, y para entonces ya era demasiado tarde. Mientras tanto, los jesuitas aprovecharon la paz con los mohawk para enviar al padre Issac Jogues y otros dos franceses a construir una misión en las aldeas mohawk. Acusados de brujería, fueron asesinados en octubre de 1646.
A pesar de este incidente, los mohawk mantuvieron su parte del trato con los franceses, pero los Oneida no se consideraron obligados por el acuerdo, y uno de sus grupos de guerra a lo largo del río Ottawa inferior casi logró matar a Tessouat. Aun así, hubo una pausa en la lucha durante la cual las pieles de Huron y Algonkin fluyeron hacia el este a Quebec en cantidades sin precedentes, mientras que los iroqueses renovaron los esfuerzos para obtener el permiso de los hurones para cazar al norte del San Lorenzo. Rechazados después de dos años de diplomacia fallida, los iroqueses recurrieron a la guerra total, pero esta vez con la seguridad de que los franceses permanecerían neutrales. Mientras que sus Sokoki (Abenakioccidental) y Mahican fueron tras los Montagnais, los Mohawk optaron por ignorar la distinción entre Algonkin cristiano y no cristiano. El 6 de marzo (Miércoles de Ceniza de 1647, un gran grupo de guerra Mohawk golpeó a los Kichesipirini que vivían cerca de Trois Rivieres y casi los exterminó.
Con las bandas de Algonkin en la parte baja del río Ottawa desaparecidas, ni siquiera una alianza de última hora de Micmac, Montagnais y Nipissing pudo detener a los Mohawk. Solo la preocupación de la Liga Iroquesa por su guerra contra los hurones trajo cierta medida de alivio a los aliados franceses en el este, pero esto terminó en 1649 después de que los iroqueses invadieron y destruyeron completamente a los hurones. Mientras los refugiados franceses e indios corrían por el valle de Ottawa hacia la relativa seguridad de Montreal, Tessouat todavía estaba tratando de cobrar peajes y ordenó que uno de los jesuitas que lo rechazó fuera encadenado por los talones. Sin embargo, los Mohawk no permitieron mucho más tiempo para el cobro de peajes, y durante 1650 los Algonkin restantes en el valle superior de Ottawa fueron atacados y invadidos. Los sobrevivientes se retiraron, ya sea lejos de las cabeceras de los ríos que alimentan el río Upper Ottawa, donde el Cree ofrecía una cierta cantidad de apoyo y protección, o al oeste de las cercanías de Ottawa y Ojibwe. Durante los siguientes veinte años, los Algonkin prácticamente se perdieron de vista en lo que respecta a los franceses. Tessouat, sin embargo, visitó Trois Rivières en 1651 y fue rápidamente abandonado en una mazmorra durante unos días debido a su maltrato al sacerdote jesuita dos años antes.
Durante los años posteriores al desastre de 1649, los franceses trataron de continuar su comercio de pieles pidiendo a los comerciantes nativos que trajeran sus pieles a Montreal. Protegiendo una frágil tregua con los iroqueses occidentales firmada en 1653, los franceses evitaron viajar al oeste de Montreal. Los iroqueses nunca ocuparon el valle de Ottawa, pero sus grupos de guerra vagaron a lo largo de las décadas de 1650 y 60, lo que hizo que los viajes fueran extremadamente peligrosos para cualquier cosa que no fueran convoyes grandes y fuertemente armados. Pocas tribus estaban dispuestas a correr el guante que los iroqueses establecieron a lo largo del río. La guerra entre los iroqueses y los franceses se reanudó después del asesinato de un embajador jesuita en 1658. En 1664 los franceses habían decidido que ya habían soportado lo suficiente de vivir con miedo constante a los iroqueses. La llegada de las tropas regulares francesas a Quebec ese año y sus posteriores ataques a las aldeas de la patria iroquesa trajeron una paz duradera en 1667.
Aprendiendo de sus errores anteriores, los franceses insistieron en que este acuerdo también incluyera a sus aliados y socios comerciales. Esto no solo permitió a los comerciantes y misioneros franceses viajar a los Grandes Lagos occidentales, sino que permitió a los Algonkin comenzar un regreso gradual a la parte norte del valle de Ottawa. La conquista y la dispersión habían sido duras para ellos, y no quedaban muchos (quizás 2.000). Las epidemias que azotaron Sillery en 1676 y 1679 habían reducido a los sobrevivientes cristianos de Algonkin a solo un puñado, la mayoría de los cuales fueron absorbidos posteriormente por los Abenaki en St. Francois después del cierre de la misión de Sillery en 1685. Durante los 20 años de ausencia de los Algonkin del Valle de Ottawa, los Ottawa habían llegado a dominar el comercio de pieles francés con los Grandes Lagos occidentales. Tanto es así que cualquier comerciante de pieles nativo que visitaba Montreal durante este período se refería rutinariamente como Ottawa a pesar de que muchos eran Algonkin y Ojibwe. Un insulto aún mayor ocurrió cuando el nombre del Grande Riviere des Algoumequins (Gran Río de los Algonkins) fue cambiado en los mapas franceses a Riviere des Outauais. El cambio fue permanente y persiste hoy en día, aunque no se supo que Ottawa, aparte de los Kinounchepirini (Keinouche), vivió a lo largo del río Ottawa.
Durante los siguientes cincuenta años, los franceses establecieron puestos comerciales para los Algonkin en Abitibi y Temiscamingue en el extremo norte del valle de Ottawa. También se construyeron misiones en Ile aux Tourtes y St. Anne de Boit de Ille, y en 1721 los misioneros franceses convencieron a aproximadamente 250 Nipissing y 100 Algonkin para unirse a los 300 Mohawk cristianos en el pueblo misionero sulpicia de Lake of Two Mountains (Lac des Deaux Montagnes) al oeste de Montreal. Esta extraña mezcla de antiguos enemigos, ambos convertidos al cristianismo y aliados con los franceses, se hizo conocida tanto por su nombre Algonkin Oka (pickerel), como por la forma iroquesa, Kanesatake (lugar arenoso). En su mayor parte, los conversos de Algonkin permanecieron en Oka solo durante el verano y pasaron sus inviernos en sus territorios de caza tradicionales en el valle superior de Ottawa. Este arreglo sirvió bien a los franceses, ya que los conversos algonkin en Oka mantuvieron estrechos vínculos con las bandas del norte y podían llamar a los guerreros del interior para que se unieran a ellos en caso de guerra con la Liga Británica e Iroquesa.
Debido a los conversos Algonkin en Oka, todos los Algonkin estaban comprometidos con la causa francesa a través de una alianza formal conocida como las Siete Naciones de Canadá, o los Siete Fuegos de Caughnawaga. Los miembros incluyeron: Caughnawaga (Mohawk), Lake of the Two Mountains (Iroquois, Algonkin y Nipissing), St. Francois (Sokoki, Pennacook y New England Algonquian), Becancour (Abenaki Oriental), Oswegatchie (Onondaga y Oneida), Lorette (Huron) y St. Regis (Mohawk). Los Algonkin siguieron siendo importantes aliados franceses hasta la guerra franco-india (1755-63) y el verano de 1760. Para entonces, los británicos habían capturado Quebec y estaban cerca de tomar el último bastión francés en Montreal. La guerra había terminado en América del Norte, y los británicos habían ganado. Los hurones de Lorette fueron los primeros en entender esto y firmaron un tratado separado con los británicos ese verano. A mediados de agosto, los Algonkin y otros ocho antiguos aliados franceses se reunieron con el representante británico, Sir William Johnson, y firmaron un tratado en el que acordaron permanecer neutrales en futuras guerras entre británicos y franceses.
Esto selló el destino de los franceses en Montreal y América del Norte, y los esfuerzos franceses adicionales para mantener a sus aliados nativos canadienses en la guerra fracasaron. Después de la guerra, Johnson usó su influencia con los iroqueses para fusionar la Liga Iroquesa y las Siete Naciones de Canadá en una sola alianza en el interés británico. El gran tamaño de este grupo fue una razón importante por la que los británicos pudieron aplastar la Rebelión Pontiac al oeste de las Montañas Apalaches en 1763 y sofocar los disturbios creados por los primeros asentamientos blancos en el país de Ohio durante los años que siguieron. Johnson murió repentinamente en 1774, pero su legado perdió, y los Algonkin lucharon junto a los británicos durante la Revolución Americana (1775-83) participando en la campaña de St. Leger en el Valle mohawk en 1778. Se suponía que la patria de Algonkin debía estar protegida del asentamiento por la Proclamación de 1763 y la Ley de Quebec de 1774, pero después de que la revolución terminó en una victoria rebelde, miles de lealistas británicos (tories) abandonaron los nuevos Estados Unidos y se establecieron en el Alto Canadá.
Para proporcionar tierras a estos recién llegados, el gobierno británico en 1783 optó por ignorar a los Algonkin en el valle inferior de Ottawa y compró partes del este de Ontario a Mynass, un jefe de Mississauga (Ojibwe). A pesar de esto, los guerreros Algonkin lucharon junto a los británicos durante la Guerra de 1812 (1812-14) y ayudaron a derrotar a los estadounidenses en la Batalla de Chateauguay. Su recompensa por este servicio fue la continua pérdida de sus tierras por la venta individual de tierras y la invasión por parte de los leales estadounidenses y los inmigrantes británicos que se mudaban al valle. El peor golpe ocurrió cuando los británicos en 1822 fueron capaces de inducir a los Mississauga cerca de Kingston, Ontario a vender la mayor parte de lo que quedaba de las tenencias de Algonkin en el Valle de Ottawa. Debido a que pocos, si es que alguno, Mississauga realmente vivía allí, el precio pagado por ellos para vender la tierra de otro pueblo era prácticamente nada. Y por segunda vez, nadie se molestó en consultar a los Algonkin que nunca habían entregado su reclamo a la zona, pero aun así no recibieron nada de su venta. Otras pérdidas ocurrieron durante la década de 1840 cuando los intereses madereros se trasladaron al Valle del Alto Ottawa. Los tratados y compras por parte del gobierno canadiense finalmente establecieron diez reservas que permitieron a los Algonkin permanecer en el área, pero como la mayoría de los nativos americanos tanto en Canadá como en los Estados Unidos, se les permitió mantener solo una pequeña parte de lo que una vez había sido su patria original.

## Eventos contemporáneos
Recientemente, las tensiones con la industria maderera ha estallado de nuevo en las comunidades algonquinas, en respuesta a la práctica de corte de claros. En Ontario, una reclamación en curso desde 1983 de tierra algonquina ha puesto en entredicho gran parte de la práctica del corte de claros, extendiéndose desde cerca de la Bahía Norte hasta cerca de Hawkesbury e incluyendo a Ottawa, Pembroke, y la mayor parte del Parque Provincial Algonquín.
En el año 2000, algonquinos de la Primera Nación Timiskaming desempeñaron un papel significativo en la oposición local popular al plan para convertir la Mina Adams en un vertedero.

## Comunidades algonquinas
- Kitigan Zibi Anishinabeg, Kitigan Zibi QC (población 2,577)
- Algonquinos de la Primera Nación Pikwàkanagàn, Golden Lake ON (población 1,871)
- Primera Nación Timiskaming, Notre-Dame-du-Nord QC (población 1,553)
- Nación Anishinabe du Lac Simon, Lac Simon QC (población 1,459)
- Primera Nación Abitibiwinni, Pikogan QC (población 814)
- Primera Nación Eagle Village, Témiscaming QC (población 676)
- Primera Nación Long Point, Winneway River QC (población 652)
- Algonquinos del Lago Barrière, Lac Rapide QC (población 616)
- Comunidad Anicinape de Kitcisakik, Val d'Or QC (población 384)
- Primera Nación del Lago Wolf, Témiscaming QC (población 262)
- Primera Nación Wahgoshig, Matheson ON (población 250)
- Primera Nación Ardoch Algonguin (sin censar)
- Comunidad Algonquina Bonnechere (sin censar)
- Banda de Algonquinos del Lago Dumoine (histórica)
- Banda de Algonquinos del Lago Grassy (histórica)

Estos datos poblacionales vienen del Departamento de Asunton Indios y del Norte.
La Primera Nación Nipissing de la Bahía Norte, Ontario a veces también se considera que pertenece al grupo Algonquino de los Anishinaabeg.